# Chengdu J-20
Chengdu J-20 (kineski 殲-20 / 歼-20, Pinyin Jiān-Èrlíng) je borbeni zrakoplov koji proizvodi Chengdu Aerospace Corporation (CAC) kao dio J-XX programa za Zračne snage Narodne Republike Kine. To je prvi poznati zrakoplov kineske proizvodnje koji ima stealth svojstva. Zrakoplov je završio svoj 18-minutni prvi let 11. siječnja 2011. i ušao u službu 9. ožujka 2017.

## Opis
Vjeruje se da je J-20 proizašao iz zahtjeva programa J-XX (oznaka zapadnih obavještajnih agencija za program razvoja, službeni naziv nije poznat) koji su pokrenule kineske oružane snage kasnih 1990-ih kako bi razvile nevidljivi lovački zrakoplov.
Krajem 2009. prijavljena je izgradnja makete, a od svibnja 2010. započela je izgradnja dvaju prototipa. Razvoj vode voditelji projekta Yang Wei i Zhang Jigao.
Prve slike J-20 objavljene su kada su 22. Prosinca 2010. provedeni testovi kotrljanja s prototipom (registračka pločica 2001. ) u tvorničkim prostorijama u Chengduu. Na slikama se vidi da je J-20 delta krilo s kanardima Površine dvostrukog kormila jasno su nagnute prema van, otvori za zrak u obliku dijamanta nalaze se na pramcu i dizajnirani su kao nadzvučni otvori bez divertera (DSI). Uz FC-1, CAC je već proizveo zrakoplov s DSI-jem, kako bi se mogli osloniti na vlastito praktično iskustvo u ovom području. Zrakoplov će najvjerojatnije pokretati ruski motori obitelji Saturn AL-31. Drugi prototip (registracija 2002.) mogao bi pokretati motori Shenyang Liming WS-10A ili WS-10G, što je vidljivo u modificiranim mlaznicama. WS-15 će se koristiti u serijskim strojevima. U isto vrijeme, promjene na kupoli su pokazale da je možda instaliran AESA radar. Na temelju dostupnih slika, ukupna duljina stroja prvobitno je procijenjena na oko 23 m i rasponom krila od najmanje 15 m. To bi J-20 učinilo neobično velikim za lovca. Zapravo, zrakoplov je 20,40 m dugačak i ima raspon krila od 13,50 m. Visina je oko 4,45 m.
Osnovni izgled J-20 vrlo je sličan izgledu MiG-a 1.44, odnos je posebno vidljiv u pogledu straga. RAC MiG je vjerovatno pružio razvojnu pomoć ovdje, kao što je učinio 1990-ih s razvojem FC-1. Sličnosti s MiG-om 1.44 mogu se vidjeti u cijelom stražnjem dijelu trupa, repnim jedinicama i lažnim kobilicama postavljenim daleko izvan motora, konfiguraciji delta kanarda i dimenzijama.  Međutim, tvrtka negira bilo kakvu suradnju s Kinom. Snažno nagnuto kormilo/elevator, koje je dizajnirano kao klatno kormilo, sličnije je onome kod Suhoja Su-57. Pramac, dio kokpita i raspored usisnika zraka očito su se temeljili na F-22. 
Naoružanje se nosi interno, s projektilom kratkog dometa PL-10 u bočnim odjeljcima za oružje i do četiri projektila srednjeg dometa PL-12 C/D ili PL-21 u glavnim oknima.
U studenom 2013. pojavile su se prve zamućene fotografije trećeg prototipa (reg. tablice 2011. ). Slike iz siječnja 2014. jasno pokazuju promjene u odnosu na prva dva primjerka. Tako je promijenjen oblik usisnika zraka, skošeni su rubovi krmenih upravljačkih površina, a promijenjen je i poklopac kokpita, oblik krmenog dijela i vrata stajnog trapa. Glavna vidljiva promjena je ugradnja drugačijeg head-up zaslona i optičkog sustava ispod pramca.
Proizvodnja pilot serije započela je u siječnju 2016. Prvi stroj dobio je registarski broj 2106. 
Godine 2021. 15 J-20 sudjelovalo je u zračnoj paradi povodom obljetnice KPK. To implicira da postoji oko 150 J-20 u službi ratnog zrakoplovstva.  
Dana 27. Listopada 2021. prvi prototip dvosjeda J-20 primijećen je u Chengduu. 

## Dizajn
J-20 ima dugačak i mješoviti trup, s isklesanim nosnim dijelom i kupolom bez okvira. Neposredno iza kokpita nalaze se slabo vidljivi usisnici. Pokretne kanardne površine s naglašenim diedralom smještene su iza usisnika, nakon čega slijede produžeci vodećih rubova koji se spajaju u delta krilo sa stražnjim rubovima zakrenutim prema naprijed. Krmeni dio ima dvostruke pokretne peraje usmjerene prema van, kratke ali duboke trbušne pruge i konvencionalne ili slabo vidljive ispušne cijevi motora.
Jedan važan kriterij dizajna za J-20 je visoka nestabilnost. Ovo zahtijeva stalni autoritet nagiba pri visokom napadnom kutu, u kojem bi konvencionalna repna ravnina izgubila učinkovitost zbog zastoja. S druge strane, kanader može skrenuti suprotno od napadnog kuta, izbjegavajući zastoj i time održavajući kontrolu.Također je poznato da dizajn kanarda pruža dobre nadzvučne performanse, izvrsne nadzvučne i transonične performanse zaokreta i poboljšane performanse slijetanja na kratkom polju u usporedbi s konvencionalnim dizajnom delta krila. 
Ekstenzije vodećeg ruba i podizanje tijela uključeni su kako bi se poboljšala izvedba u rasporedu kanarda. Dizajner je rekao da ova kombinacija stvara 1,2 puta veći uzgon od običnog kanarda delta i 1,8 puta veći uzgon od čiste delta konfiguracije ekvivalentne veličine. Dizajner tvrdi da takva kombinacija omogućuje korištenje manjeg krila, smanjujući nadzvučni otpor bez ugrožavanja transoničnih karakteristika uzgona i otpora koje su ključne za performanse zaokreta zrakoplova.
Korištenje opsežnih površina za kontrolu leta i konfiguracije kanarda za kontrolu napadnog kuta ukazuje na namjeru J-20 da djeluje u misijama zračne nadmoći i sukobima unutar vizualnog dometa. Glavni probni pilot Li Gang opisuje J-20 kao manevarsku sposobnost koja se može usporediti s Chengdu J-10, dok je značajno bolja u performansama niske vidljivosti (LO). J-20 je višenamjenski lovac za premoć u zraku, a uloga presretača je samo jedna od opcija.

## Tehničke specifikacije
| Parametar                 | Podaci |
| ------------------------- | --- |
| Posada                    | 1 |
| Duljina                   | 20,40m |
| Raspon                    | 13,50 m |
| Povrsina krila            | 78,00 m² |
| Visina                    | 4,45 m |
| Prazna masa               | 19,391 kg |
| Normalna masa uzlijetanja | 32,093 kg |
| Maks. početna masa        | 36,288 kg |
| Kapacitet goriva          | 11.340 kg (unutarnji) 19.340 kg (s četiri vanjska spremnika goriva od 2400 L)                                                        |
| Najveća brzina            | 1,7 macha |
| Motor                     | 2 × Shenyang WS-10G (prototip) 2 × Saturn AL-31F-M2 (prototip) 2 × Xian WS-15 (serija)                                               |
| Potisak                   | (WS-10G) s naknadnim izgaranjem: 2 × 153 kN (AL-31F-M2) s naknadnim izgaranjem: 2 × 145 kN(WS-15) s naknadnim izgaranjem: 2 × 160 kN |

## Raspoređivanje
Dana 12. prosinca 2016., najmanje šest J-20 primijećeno je u zračnim bazama PLAAF-a, s identificiranim brojevima repa 78271-78276. Vjeruje se da će još šest biti spremno za isporuku do kraja prosinca 2016. 
Dana 9. ožujka 2017., kineski mediji otkrili su da je J-20 ušao u službu kineskih zračnih snaga, čime je Kina postala druga zemlja na svijetu nakon Sjedinjenih Država i prva u Aziji koja je postavila zrakoplov operativne stealth letjelice pete generacije. Kinesko nacionalno ministarstvo obrane potvrdilo je status službe u rujnu 2017. 
Predviđa se da bi postrojbe na prvoj liniji mogle biti opremljene borbenim zrakoplovima niske vidljivosti prije 2020. godine. Međunarodni institut za strateške studije (IISS) je predložio da bi, kako se trend nastavi, SAD mogao izgubiti svoj monopol nad operativnim nevidljivim zrakoplovima.
PLAAF je počeo s uvođenjem J-20 u borbene jedinice u veljači 2018., mjesec dana nakon prve borbene vježbe. Zrakoplov je ušao u službu 9. zračne brigade bazirane u zračnoj bazi Wuhu, pokrajina Anhui krajem 2018. – ožujku 2019., zamjenjujući lovce Su-30MKK koji su tamo prethodno bili raspoređeni.
Dana 27. kolovoza 2019. Središnja vojna komisija Narodne oslobodilačke vojske odobrila je J-20 kao budući primarni lovac PLAN-a, nadmašivši Shenyang FC-31. Argumenti za J-20 navode da je avion daleko napredniji, većeg doleta i da nosi veći teret od FC-31, dok oni koji podržavaju FC-31 tvrde da je jeftiniji, lakši i daleko manevarskiji od J-20. J-20 bi se vjerojatno koristio na nosaču zrakoplova tipa 003 u izgradnji, međutim, duljina J-20 znači da se mora skratiti da bi se smatrao operativnim na nosaču zrakoplova.
Dana 26. lipnja 2021. kineski državni mediji izvijestili su da su lovci J-20 raspoređeni u jedinice PLAAF-a koje nadziru Istočno kinesko more i Tajvanski tjesnac. Analitičari su sugerirali da su kineske zračne snage imale za cilj opremiti najmanje jednu do dvije brigade u svakom od pet zapovjedništava na ratištu prije 2026. Satelitska slika 19. travnja 2022. pokazala je da je svih pet zapovjedništava na pozornici opremilo lovce J-20A, što je kasnije potvrdio glasnogovornik kineskih zračnih snaga u priopćenju za javnost u rujnu.
U ožujku 2022., general Zračnih snaga Sjedinjenih Američkih Država (USAF) Kenneth Wilsbach potvrdio je da su F-35 F-35 USAF-a naišli na J-20 raspoređene iznad Istočnog kineskog mora.
U travnju 2022. kineski državni mediji izvijestili su da je J-20 pokrenuo redoviti rad u Južnom kineskom moru.

## Vanjske poveznice
- WJürg Dedial: Chinas enorme Rüstungsanstrengungen. Das neue Kampfflugzeug J-20 zeigt, wohin der konstante westliche Technologietransfer führen kann. In: Neue Zürcher Zeitung. 11. Januar 2011; abgerufen am 19. April 2017 (Ausführlicher Bericht über die J-20).
- Fotostrecke von der chinesischen Nachrichtenagentur Xinhua
- J-20 Mighty Dragon Continue Flight Testing in February 2012, Chinese Military Review, 5. Februar 2012, Bilderstrecke